# 13280 Крістігаас
13280 Крістігаас (13280 Christihaas) — астероїд головного поясу, відкритий 17 серпня 1998 року.
Тіссеранів параметр щодо Юпітера — 3,563.